# تشارلز الكسندر هاريس
تشارلز الكسندر هاريس هو سياسي كندي، ولد في 28 يونيو 1855، وتوفي في 26 مارس 1947.